# Avianca
Avianca S.A. (siglas de Aerovías del Continente Americano S.A., denominadas "avianca" desde octubre de 2023) es la aerolínea más grande de Colombia, Ecuador y  Centroamérica. Es propiedad del holding Avianca Group. Ha sido la aerolínea de bandera de Colombia desde el 5 de diciembre de 1919, cuando se registró inicialmente con el nombre de SCADTA.Tiene su sede principal en Bogotá y su centro de conexiones en el Aeropuerto Internacional El Dorado. Avianca es el buque insignia de un grupo de diez aerolíneas latinoamericanas, que operan como una sola aerolínea utilizando un sistema de código compartido. 
Avianca es la aerolínea más grande de Colombia y la segunda más grande de América Latina, después de LATAM Airlines de Chile, con la operación de más de 140 rutas, cerca de 710 vuelos directos y una flota de 140 aviones  Airbus 320 y Boeing 787 Dreamliner que conectan con más de 75 destinos en 25 países de América y Europa.
A través de SCADTA, Avianca es la segunda aerolínea más antigua del mundo después de KLM, y celebró su centenario en diciembre de 2019. Es la aerolínea más antigua del hemisferio occidental. Se convirtió en miembro oficial de Star Alliance el 21 de junio de 2012, luego de un proceso que duró aproximadamente 18 meses desde el anuncio inicial de su invitación a unirse a la alianza.El 10 de mayo de 2020, Avianca se acogió al Capítulo 11 de la Ley de Quiebras de los Estados Unidos en un tribunal de la Ciudad de Nueva York y liquidó su filial Avianca Perú, debido a la crisis de la pandemia de COVID-19.

## Historia

### SCADTA (1919-1940)

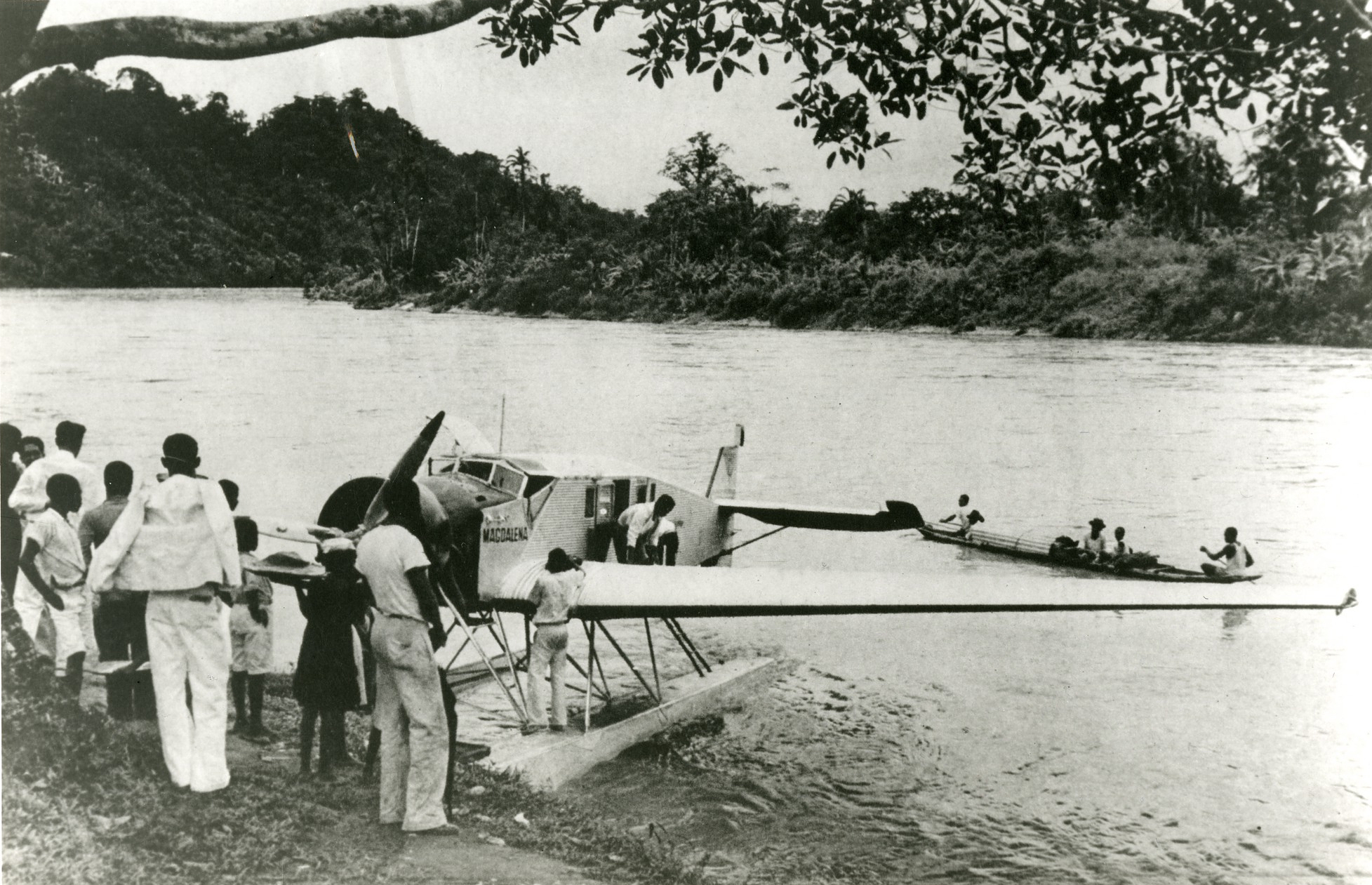
Junkers W 34 en los años 1920.

Los alemanes Werner Kaemerer, Stuart Hosie y Albert Tietjen; y los colombianos Ernesto Cortissoz (padre), Rafael Palacio, Cristóbal Restrepo, Jacobo Correa y Arístides Noguera, fundaron el 5 de diciembre de 1919 la ”Sociedad Colombo Alemana de Transportes Aéreos (SCADTA)”  en Barranquilla, hoy en día bajo el nombre de Avianca, la aerolínea más antigua del hemisferio occidental. 
En el primer vuelo, el piloto alemán Fritz Hammer transportó 57 cartas entre Barranquilla y Puerto Colombia a bordo de un Junkers F-13, que hizo parte la primera flota. Eran monoplanos de ala baja y de construcción metálica cuyos motores debieron modificarse para poder operar en las condiciones climáticas del país. 
El primer vuelo desde Barranquilla hacia el interior, siguiendo el río Magdalena, duró ocho horas y tuvo cuatro aterrizajes de emergencia. En 1921 se estableció una operación regular entre Barranquilla, Girardot y Neiva y un año más tarde, el correo aéreo se estableció como servicio nacional. En 1922, el presidente Pedro Nel Ospina utilizó por primera vez el servicio de Scadta para cumplir una misión oficial. En julio de 1923, la empresa transportó un cargamento de oro y papel moneda desde Puerto Berrío hacia Girardot para salvar el país de la bancarrota. Luego Scadta inauguró internacionales con destinos en Venezuela y Estados Unidos. En 1931 se estableció el servicio de correo entre Bogotá y Nueva York y la aerolínea adquirió 10 Boeing 247.

### Desde 1940 hasta 1994
El 14 de junio de 1940, en Barranquilla se constituyó Aerovías Nacionales de Colombia  S. A. gracias a la fusión de SCADTA y SACO (Servicio Aéreo Colombiano). Participaron Rafael Palacio, Jacobo Correa, Cristóbal Restrepo, Arístides Noguera y Ernesto Cortissoz (hijo), y los alemanes Alberto Teitjen, Werner Kaemerer y Stuart Hosie. Asumió como primer presidente Martín del Corral. En 1946 se establecieron las rutas hacia Quito, Lima, Ciudad de Panamá, Miami, Nueva York y algunas ciudades de Europa operadas en aviones DC-4 y DC-5.
Luego, ya con el nombre de Avianca, se adquirieron Lockheed Constellation 0749 y Súper Constellation 1049L, que eran de las más rápidas. En 1956 la compañía transportó a la delegación colombiana a los Juegos Olímpicos de Melbourne en un viaje de 61 horas, haciendo escalas solamente para reponer combustible. En 1960 la aerolínea arrendó dos Boeing 720 para servir algunas rutas internacionales, al mismo tiempo que adquirió sus propios Boeing 727-100. 

A su vez, durante los años 1960 la empresa construyó en Bogotá el Edificio Avianca, diseñado por el arquitecto Germán Samper, que se inauguró en 1969 en el costado sur del parque Santander. En 1976, se convirtió en la primera operadora en América Latina en usar de continuo un Boeing 747.

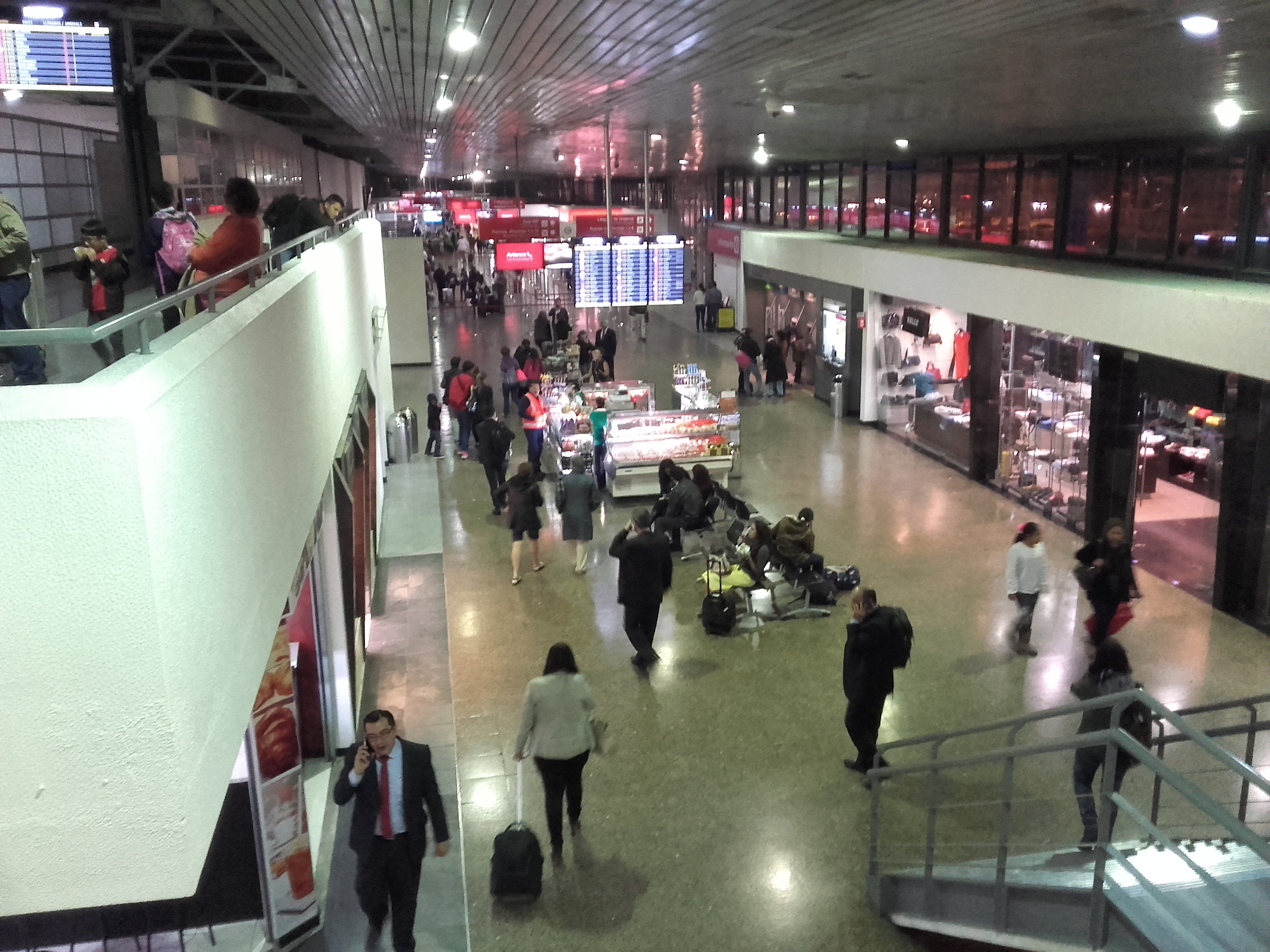
Interior del Terminal Puente Aéreo.

Con la inauguración del Terminal Puente Aéreo en 1981 se amplió el servicio en tierra para los pasajeros en Bogotá, sirviendo inicialmente las rutas a Miami, Nueva York, Cali, Medellín, Pasto y Montería. En 1990, Avianca adquirió dos Boeing 767-200ER. Finalmente, en 1993 se compraron 10 Fokker 50 para vuelos nacionales cortos.

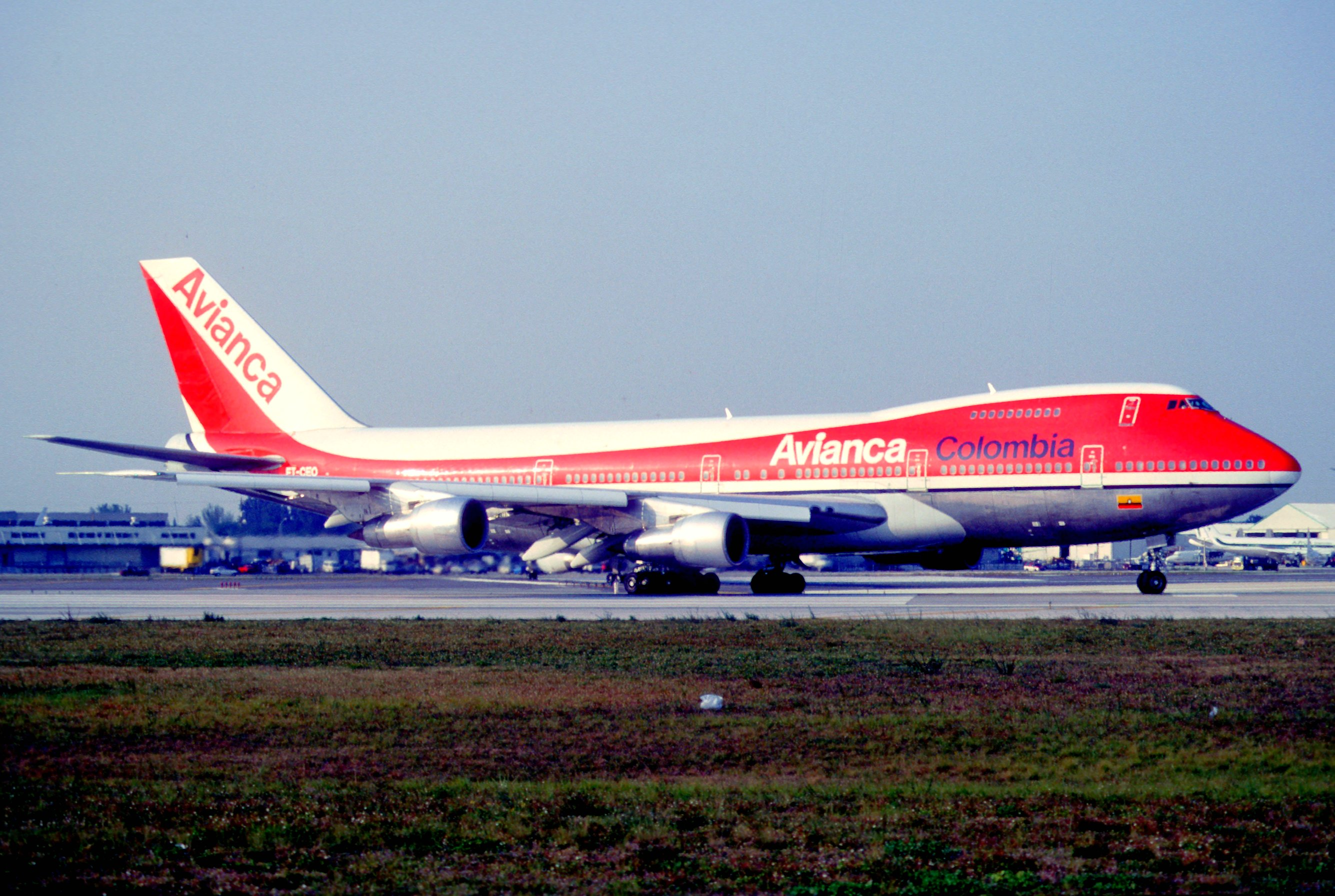
Boeing 747 en el Aeropuerto de Miami, 1993.

En 1994 se estableció una alianza estratégica con SAM (Sociedad Aeronáutica de Medellín), y Helicol (Helicópteros Nacionales de Colombia). Esto dio vida al Sistema Avianca, que contó con servicios en las áreas de carga (Avianca Carga) y correo (Servicios Postales, que en 1996 empezó a operar bajo la marca Deprisa) así como con aeronaves tipo: Boeing 767 -200 y -300, Boeing 757, McDonnell Douglas MD-83, Fokker 50 y Helicópteros Bell.
Además el Sistema Avianca cubría en Colombia destinos ahora extintos como: Arauca, Capurganá, Bahía Solano, Nuquí, Caucasia y Chigorodó; y en el mundo a distintas ciudades de América y Europa.
En diciembre de 1998 Avianca puso en servicio el Centro de Conexiones en Bogotá, donde los viajeros podían acceder a 6000 posibles conexiones semanales, con mayor número de frecuencias, horarios y destinos, aprovechando la ubicación geográfica de la capital del país.

### SigloXXI

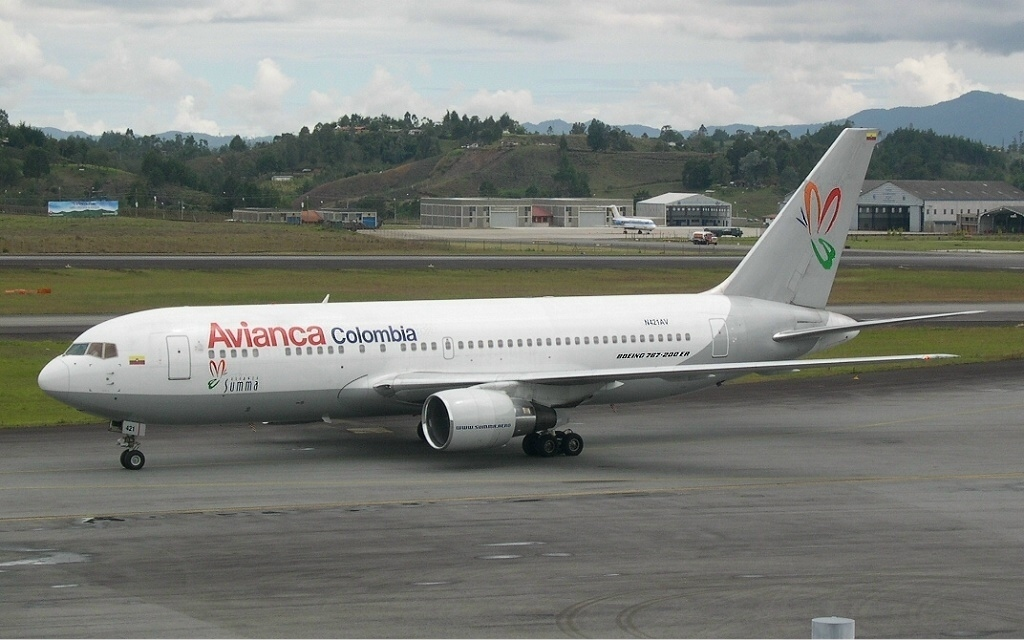
Boeing 767-200ER con los colores de Alianza Summa.

El 20 de mayo de 2002, Avianca y Sam conformaron junto con ACES (Aerolíneas Centrales de Colombia) la Alianza Summa, que fue liquidada un año más tarde.
Una parte importante para la recuperación de la aerolínea fue el proceso de Capítulo 11 (C-11) al que Avianca y su filial en Estados Unidos (Avianca Inc.) se acogieron el 21 de marzo de 2003, con el propósito de contar con la ayuda legal mientras se mejoraba la operación de la empresa y se trabajaba en la reducción de costos. Con este proceso, las aerolíneas podían renegociar cualquier contrato que tuviesen en Estados Unidos para iniciar su restablecimiento, bajar los costos y fortalecer su operación.
Avianca inició el «Plan de Vuelo de la Transformación», en el cual se rediseñó su red de rutas, dirigiéndose a los mercados más rentables, revaluó la flota de aeronaves, agilizó procesos, empezó un programa de reducción de costos, mejoró la planta de colaboradores y negoció mejoras a la productividad con algunos de sus colectivos sindicales. En el proceso de reestructuración, la aerolínea extendió sus servicios alrededor del mundo con la firma de acuerdos comerciales y de código compartido con aerolíneas internacionales como Iberia, Delta, y Lacsa. 

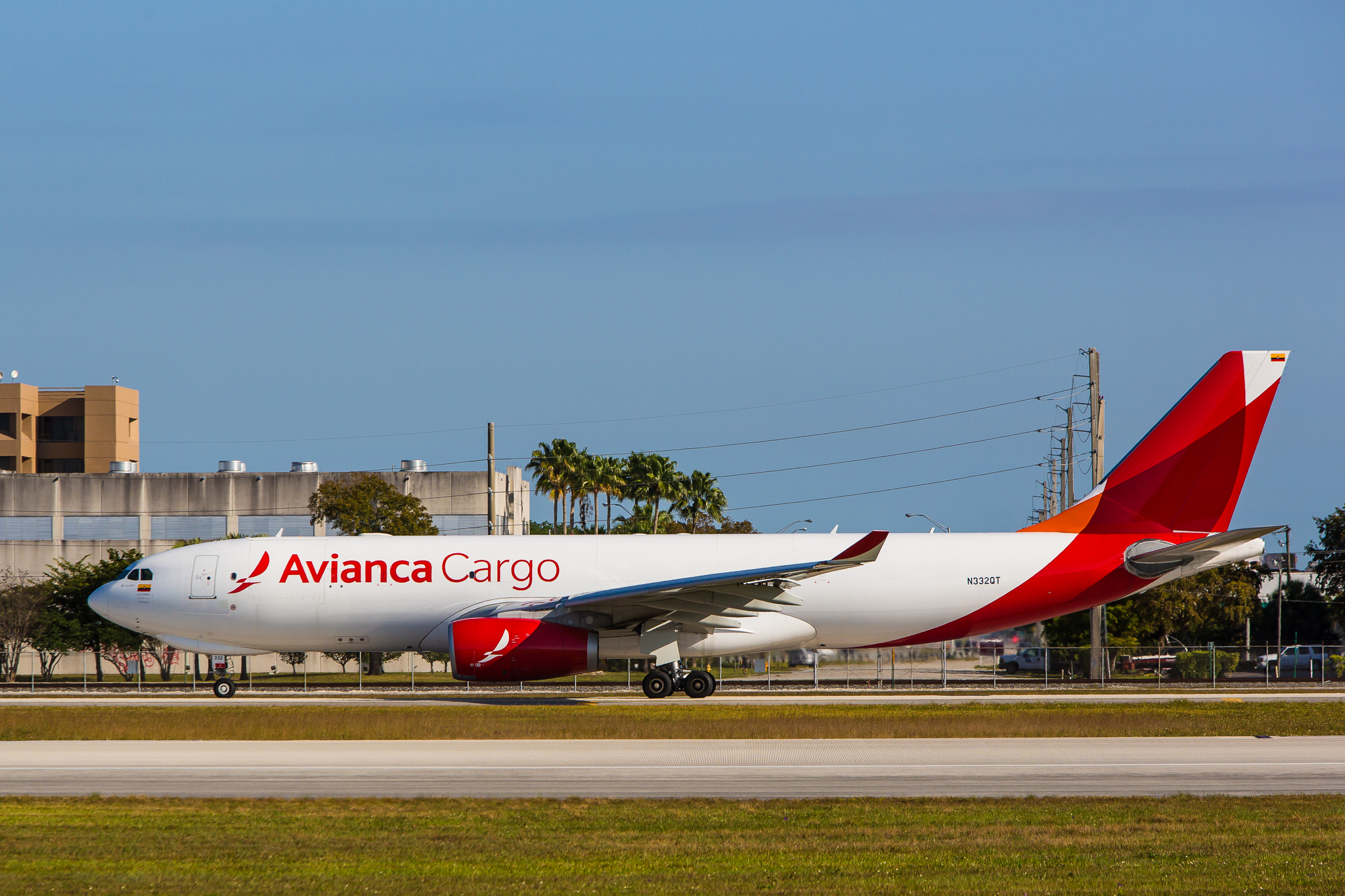
Airbus A330F de Avianca Cargo.

#### Venta
El 10 de diciembre de 2004, después de cumplir todos los requisitos exigidos por la Corte del Distrito Sur de Nueva York y los estipulados en el Acuerdo de Inversión con Synergy Group, Avianca y Avianca Inc. salieron del Capítulo 1137. Gracias al proceso de C-11 Avianca logró un fortalecimiento financiero, lo cual a su vez hizo posible la protección de las deudas laborales, el pago a proveedores y liquidar las deudas con entidades estatales. En este punto, Avianca cambia su razón social a Aerovías del Continente Americano, manteniendo su nombre comercial Avianca.
El 28 de febrero de 2005, Avianca presentó su nueva imagen y en julio de ese mismo año, Tampa Cargo pasó a formar parte del grupo Synergy y, en noviembre, asumió la operación de la capacidad de bellies de los aviones asignados a vuelos internacionales de Avianca. 

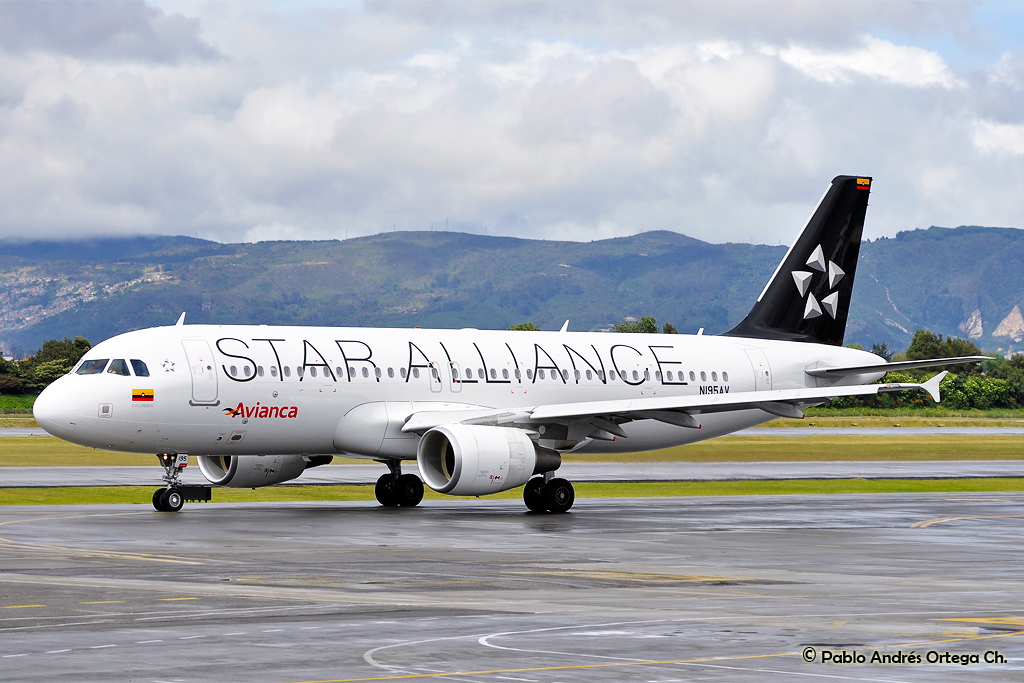
Airbus A320 con la librea de Star Alliance.

En 2009 la empresa inauguró una nueva sede en la torre 2 de la Ciudad Empresarial Sarmiento Angulo. El mismo año se hizo                           oficialmente pública la intención de unir a Avianca y TACA Airlines. 

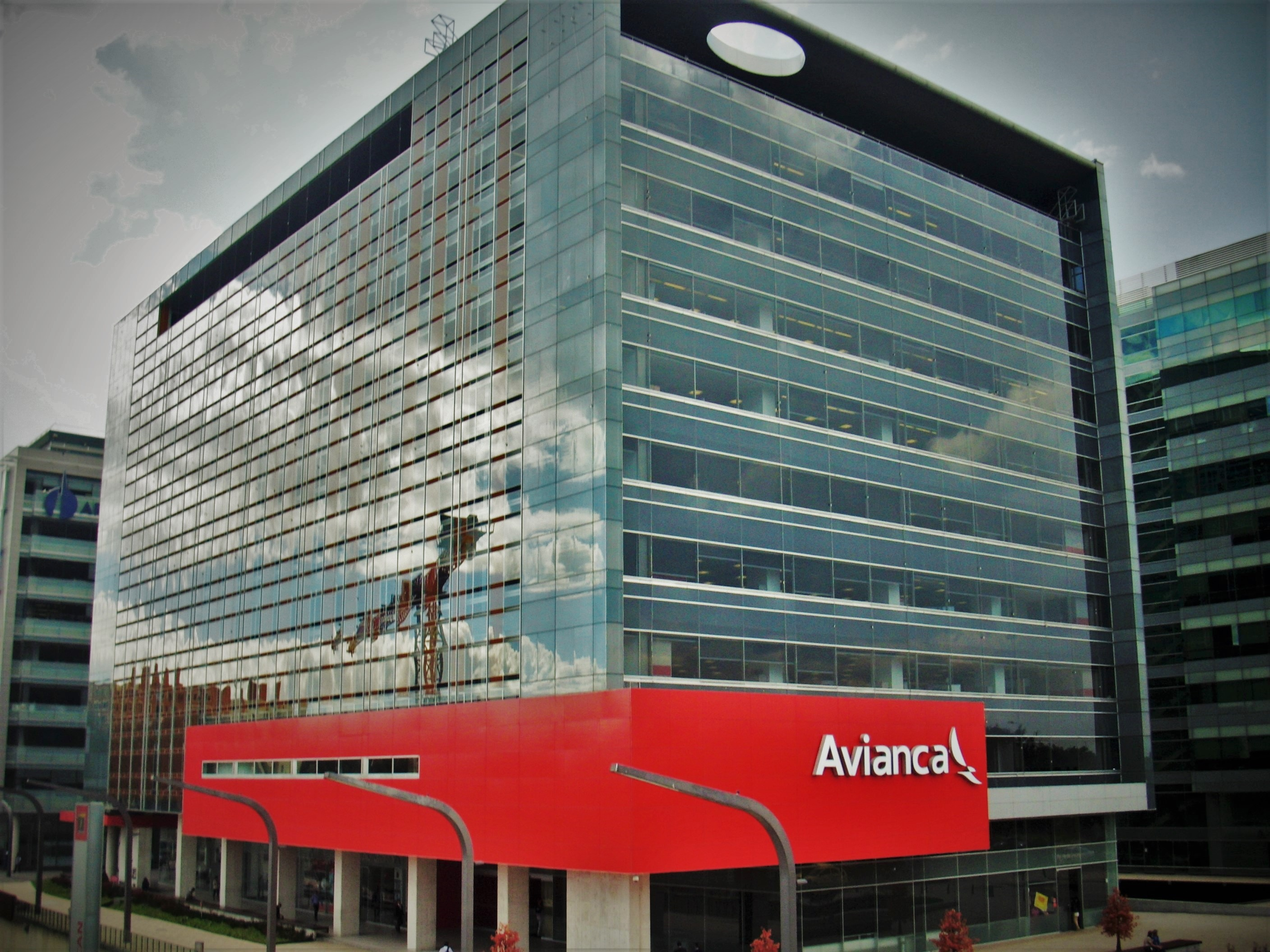
Centro Administrativo en la Cemsa de Bogotá.

#### Desde 2010
En 2012, Avianca firmó una orden de compra por 51 aeronaves Airbus A320 Neo. El 21 de junio de ese mismo año, Avianca y TACA Airlines ingresaron oficialmente a Star Alliance. El 10 de octubre se anunció la adopción del nombre Avianca como marca comercial única para las aerolíneas subsidiarias de AviancaTaca Holding S.A., Avianca, TACA Airlines, TACA International, TACA Regional, Tampa Cargo y AeroGal.

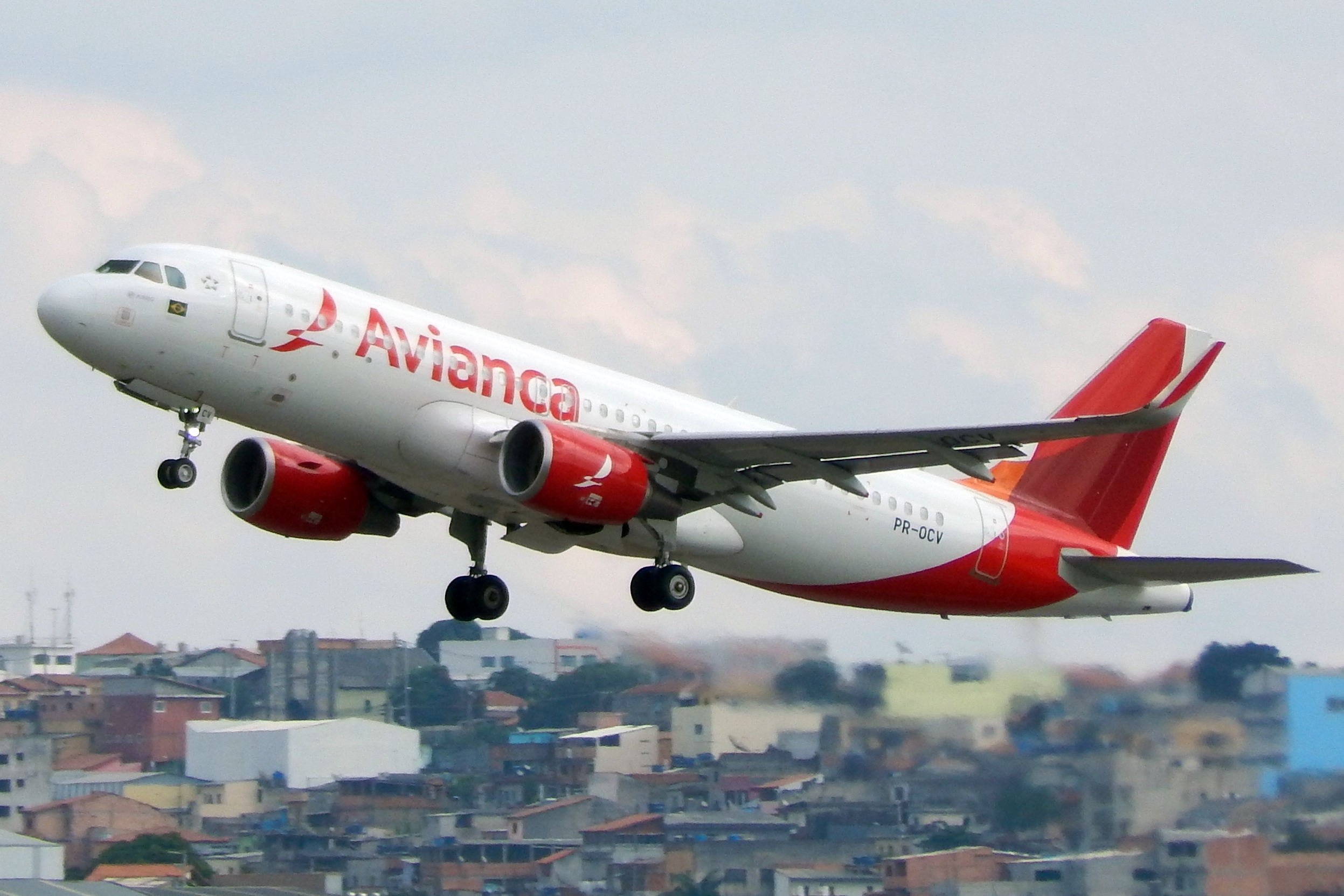
Airbus A320SL de Avianca Brasil.

En 2013 se aprobó en la Asamblea de Accionistas un cambio en el nombre de la Holding, pasando          de AviancaTaca Holding S.A. a Avianca Holdings S.A.

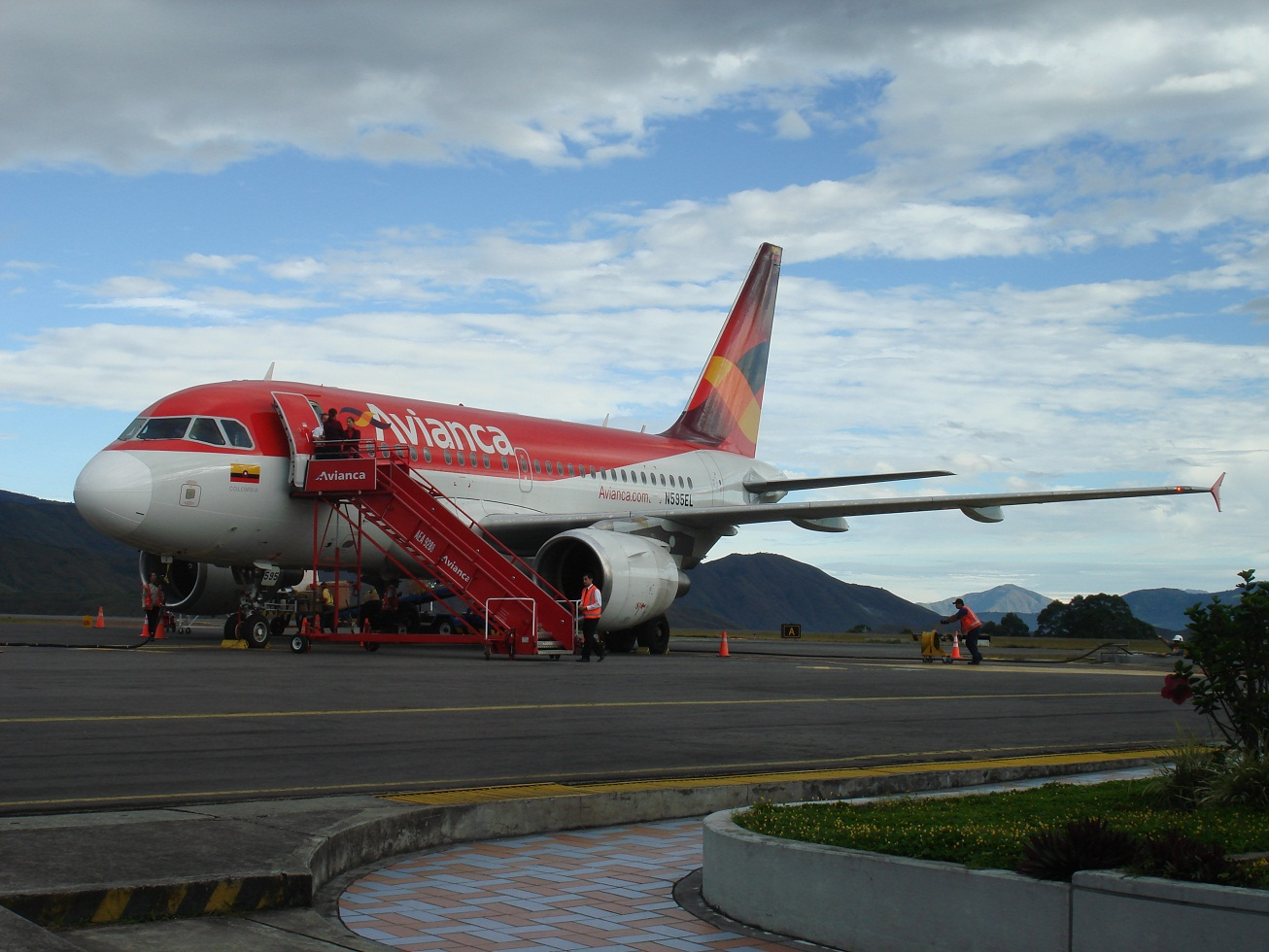
Airbus A318 en el Aeropuerto Antonio Nariño con la antigua librea, utilizada desde 2004 hasta 2013.

En noviembre, la compañía entró en el mercado de capitales internacionales a la Bolsa de Nueva York, al haber obtenido una demanda por más de USD 2,3 billones en su oferta de bonos.
Se espera que en 2017 todas las beneficiarias de Avianca sean fusionadas en un solo grupo. En el primer semestre del año Avianca fue galardonada por la WTA (World Travel Awards) como la mejor aerolínea de Suramérica. A principios del 2017 Avianca inició las negociaciones con la aerolínea estadounidense United Airlines para una alianza comercial. 
Germán Efromovich aseguró en una rueda de prensa que la aerolínea no va a ser sustituida por la marca United. Así mismo, el director de United aseguró que han existido inconvenientes en la consolidación de la alianza. En septiembre y octubre de 2017 hubo una huelga de pilotos que canceló y atrasó varios vuelos desde y hacia Bogotá. El 6 de octubre la huelga fue declarada ilegal. Esta huelga fue la más larga en la historia de la aviación comercial en el mundo. Sin un acuerdo, pilotos de la ACDAC deciden levantar el paro el 9 de noviembre. Al término de la huelga, la empresa despidió a 1000 de sus trabajadores.
También en 2017 Avianca es la segunda aerolínea que opera más vuelos internacionales desde Miami, con 16 vuelos diarios, únicamente superada por American Airlines. El 21 de noviembre de 2017 entró en operaciones bajo la franquicia de la marca Avianca, pero operando totalmente independiente Avianca Argentina.
En agosto de 2018, Avianca tuvo algunas afectaciones operacionales debido a un inconveniente con la plataforma que asigna y notifica los horarios a la tripulación de la aerolínea. Esto produjo la cancelación de varios vuelos dentro de Colombia. Así mismo, debido al paro de pilotos de ACDAC en 2017, Avianca informó que solo hasta octubre de 2018 se restablecerán todos los itinerarios que manejaba la aerolínea antes de la huelga.
En febrero de 2019, Avianca anunció un plan agresivo para reducir deuda al año 2023 que incluye la venta de 10 aviones Embraer-190, por los cuales ingresaría a las arcas de Avianca US$38,9 millones, además de la venta de activos no estratégicos, con los cuales la compañía prevé recaudar entre US$250 millones y US$350 millones. Además la junta directiva tomó la decisión de relevar del cargo de presidente de la junta al señor Germán Efromovich nombrando a un nuevo presidente.
En marzo de 2019, Avianca puso en operaciones la aerolínea Regional Express Américas (hoy Avianca Express) de carácter regional en Colombia. Esta nueva aerolínea operaba con equipo ATR 72.
Ante la renuncia de Germán Efromovich (Accionista mayoritario de Avianca) de cancelar un préstamo que le realizó la compañía United Airlines, la aerolínea de bandera estadounidense podrá, en cualquier momento, hacer efectiva la cláusula penal del préstamo, que básicamente es tomar como garantia todas las acciones de Germán Efromovich. Como consecuencia de esto, habría un cambio en la junta directiva de Avianca, siendo United el accionista mayoritario de la aerolínea colombiana.

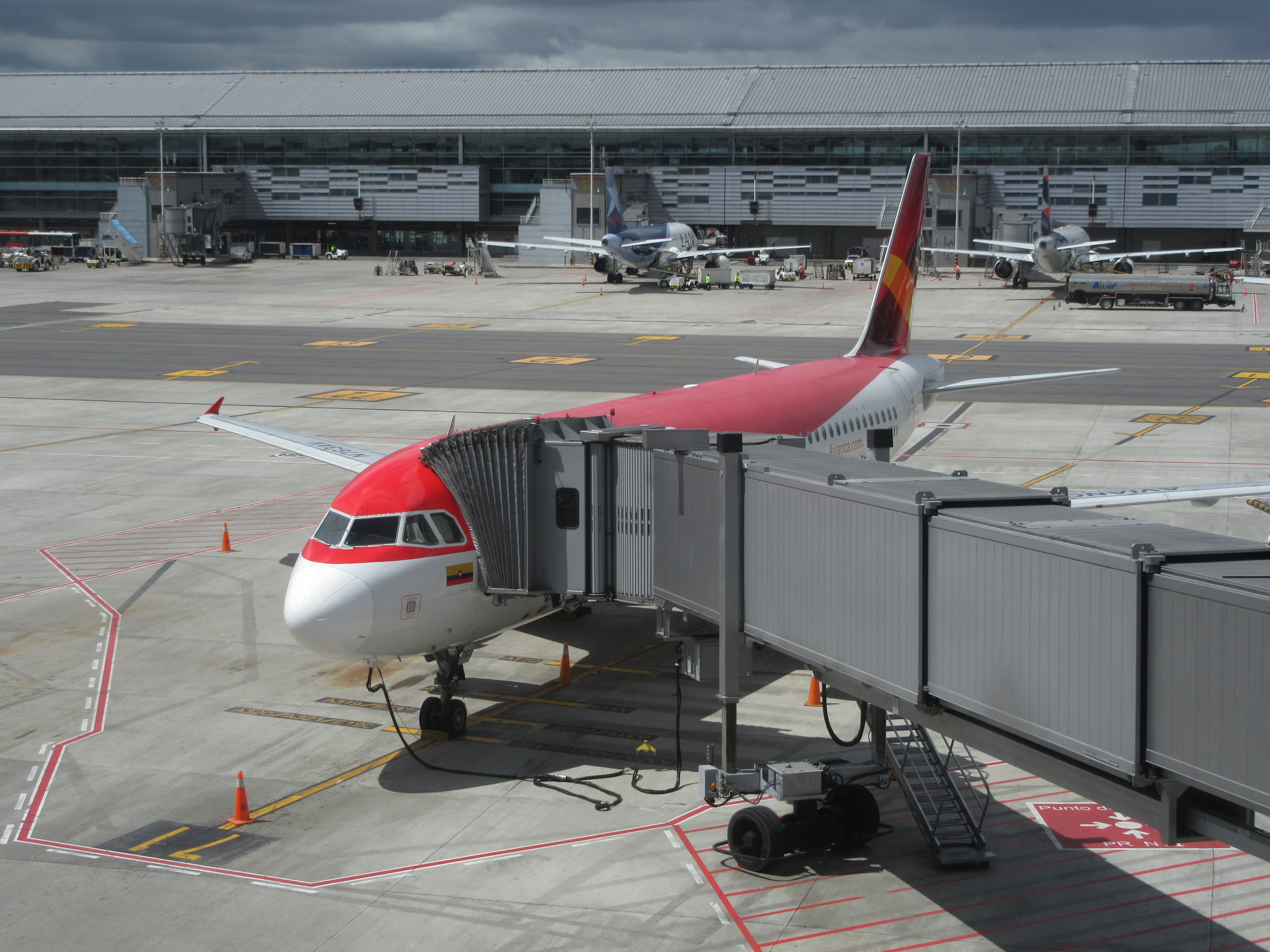
Airbus A320 en el Aeropuerto El Dorado.

Actualmente para sus operaciones en Colombia tiene su Razón Social y establecimiento comercial en el aeropuerto Ernesto Cortissoz, así como su Domicilio y su dirección principal para notificaciones judiciales. Para entonces, el mayor accionista de la aerolínea es Avianca Holdings con su subsidiaria Latin Airways Corp, pero también hay acciones repartidas.

#### Avianca 2020 - 100 años
Antes de la pandemia de COVID-19, Avianca anunció planes para comenzar vuelos a Toronto, Asunción, Montevideo y Porto Alegre como parte de su estrategia de fortalecer su Hub de Bogotá. Así mismo, buscaba fortalecer algunas de sus rutas con más frecuencias como a República Dominicana y Estados Unidos. Sin embargo, el 10 de mayo de 2020, Avianca se declaró en bancarrota del capítulo 11 por la segunda vez en su historia; la compañía tuvo una deuda de US$4.9 mil millones en 2019 y al momento de declararse en bancarrota su deuda fue superior a los 7 mil millones. Actualmente Avianca es una aerolínea híbrida entre legacy y low-cost, ofreciendo servicios de ambos tipos, como salas VIP, redención de millas, clase ejecutiva y servicio a bordo para vuelos internacionales, y otros servicio legacy; y optando por una estrategia de negocio al estilo low-cost en especial en los vuelos nacionales, donde el cliente paga solamente por lo que necesita (dejando atrás el modelo de “todo incluido” que ofrecía a la hora de vender boletos). Además cambia la configuración de sus aviones, aumentando la capacidad de pasajeros hasta en un 20 %, para adaptarse a la nueva realidad y a la competencia, que ofrecía un número de sillas mayor en aviones similares. Avianca, al apostar por este tipo de modelo de negocio, logra salir del capítulo 11 de bancarrotas de Estados Unidos. Con la salida de bancarrota, desaparece Avianca Holdings y se crea un nuevo grupo con razón social en el Reino Unido llamado  Avianca Group  International Limited.

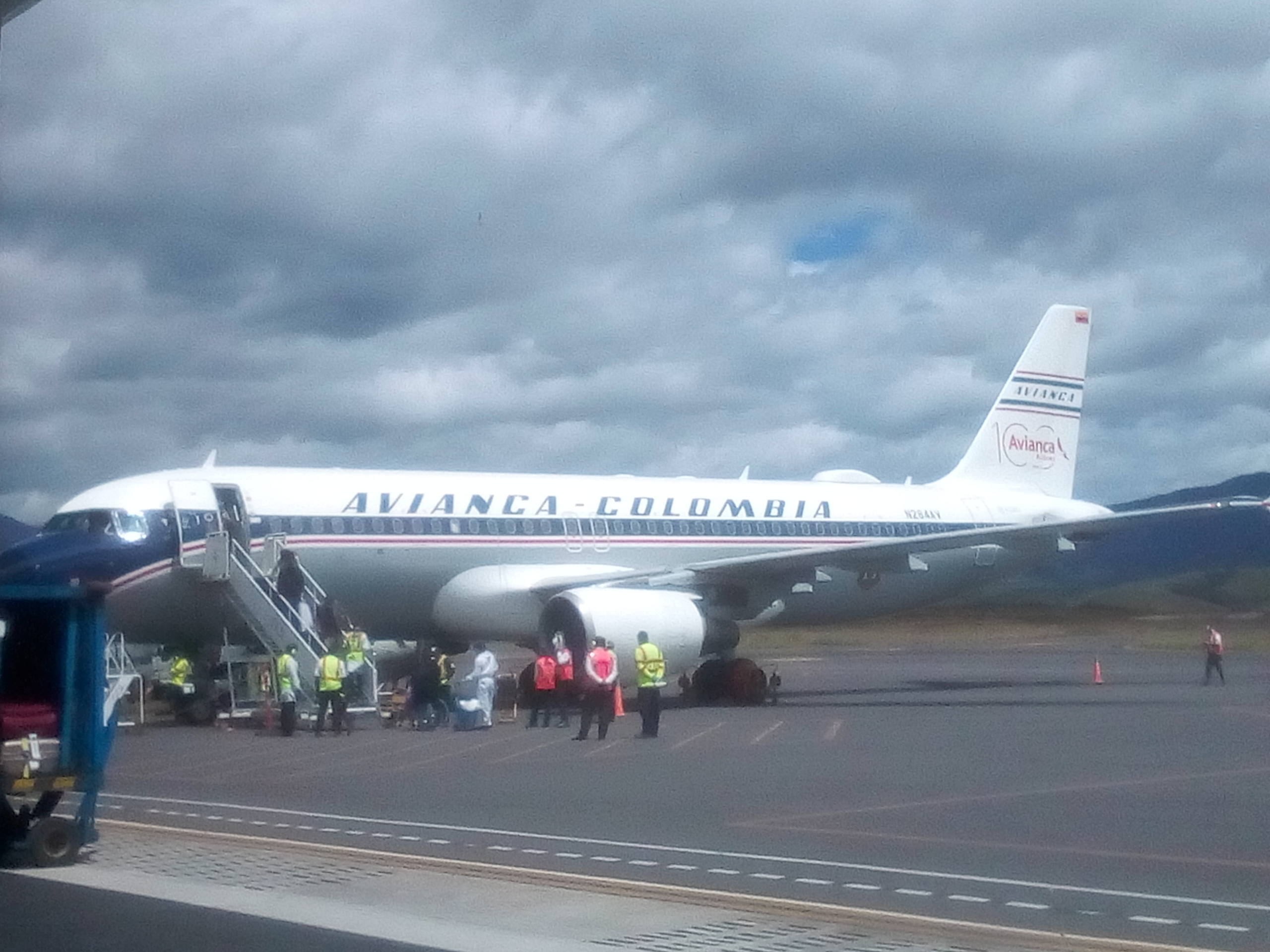
Airbus A320 de Avianca celebrando los 100 años.

## Flota
Avianca tiene una flota de aeronaves (excluidas filiales), que incluyen aviones Airbus A319, Airbus A320 y Boeing 787-8. Además, la compañía confirmó una orden de más de 100 aviones A320neo que se incorporarán a la flota entre 2025 y 2031.
| Aeronaves        | En servicio | Pedidos | Pasajeros | Pasajeros | Pasajeros | Pasajeros | Notas                                     |
| Aeronaves        | En servicio | Pedidos | C         | W         | Y         | Total     | Notas                                     |
| ---------------- | ----------- | ------- | --------- | --------- | --------- | --------- | ----------------------------------------- |
| Airbus A319-100  | 8           | —       | 12        | 48        | 84        | 144       | __                                        |
| Airbus A320-214  | 79          | —       | —         | 12        | 168       | 180       | —                                         |
| Airbus A320-251N | 42          | 53      | —         | 12        | 168       | 180       | Con opciones para 50 aviones adicionales. |
| Airbus A320-251N | 42          | 53      | —         | —         | 188       | 188       | Antiguos Viva Air Colombia                |
| Boeing 787-8     | 16          | —       | 28        | —         | 222       | 250       | —                                         |
| Boeing 787-8     | 16          | —       | 32        | —         | 259       | 291       | Antiguos Norwegian                        |

## Flota histórica
| Aeronaves                           | Total | Introducido | Retirado | Matrículas |
| ----------------------------------- | ----- | ----------- | -------- | --- |
| Airbus A318                         | 10    | 2010        | 2019     | N589AV, N590EL, N591EL, N592EL, N593EL, N594EL, N595EL, N596EL, N597EL y N598EL |
| Airbus A321                         | 10    | 2014        | 2022     | N805AV, N696AV, N725AV, N810AV, N729AV, N746AV, N744AV, N747AV, N759AV y N761AV |
| Airbus A330-200                     | 13    | 2008        | 2023     | EC-NBN, N948AC, N967CG, N968AV, N969AV, N973AV, N974AV, N975AV, N279AV, N342AV, N280AV, N941AV y N508AV |
| Airbus A330-300                     | 2     | 2018        | 2020     | N803AV y N804AV, |
| ATR 72                              | 9     | 2013        | 2022     | HK-4954, HK-4955, HK-4956, HK-5039, HK-4999, HK-5000, HK-5040, HK-5041 y HK-5109 |
| Boeing 247                          | 11    | 1936        | 1947     | C-147, NC13316, C-146, NC13330, NC13332, C-143, C-141, C-148, C-144, NC13364 y NC13367 |
| Boeing 707                          | 9     | 1960        | 1994     | N711PA, HK-1718X, HK-1849, HK-2070X, HK-2016, HK-2015, HK-2473X, HK-1402 y HK-1410 |
| Boeing 720                          | 7     | 1961        | 1983     | HK-676, HK-677, HK-723, HK-724, HK-725, HK-749 y HK-726 |
| Boeing 727-100                      | 26    | 1966        | 1997     | HK-3229X (re-reg. N149FN), HK-3203X (re-reg. N4617), HK-3212X (re-reg. N153FN), HK-2420, HK-2421, HK-2422, HK-3201X (re-reg. HK-3270X), HK-3133X, HK-1717, HK-3396X, HK-1716, HK-2845X, HK-2846X, HK-1803, HK-1804, HK-2475, HK-2476, HK-3151X, HK-727, HK-2960X, HK-1337, N5475 (re-reg. HK-1271), HK-1272, HK-1273, HK-1400 y HK-1401 |
| Boeing 727-200                      | 18    | 1978        | 1995     | HK-3421X, HK-3606X, HK-3605X, N8861E, N8866E, N727VA, HK-3480X, YU-AKD, N8874Z, N8875Z, HK-2151X, HK-2152X, N200AV, N202AV, N203AV, N204AV, N205AV, y HK-3618X |
| Boeing 737-100                      | 2     | 1968        | 1971     | HK-1404 y HK-1403 |
| Boeing 747-100                      | 5     | 1981        | 1996     | HK-2900X, N747BA, HK-2400X, N9664 y TF-ABW |
| Boeing 747-200                      | 2     | 1982        | 1995     | HK-2910X y HK-2300 (re-reg. HK-2980X y EI-CEO) |
| Boeing 757                          | 21    | 1992        | 2010     | N951PG, N227AN, N767AN, N513NA, N958PG, N517NA, N989AN, TF-FII, N506NA, N802PG, N522NA, N987AN, N521NA, G-BUDZ, EI-CEY, EI-CEZ, TF-FIR, N262CT, N321LF, N635AV y N752NA |
| Boeing 767                          | 10    | 1990        | 2015     | N984AN, N985AN, N728CG, N988AN, N986AN, N948AV, N421AV, N535AW, N769TA y N342AX |
| Boeing 787-9                        | 1     | 2019        | 2023     | N797AV |
| Curtiss C-46 Commando               | 5     | 1949        | 1955     | HK-164, HK-165, HK-156, HK-157 y HK-158 |
| De Havilland Canada DHC-2 Beaver    | 2     | 1964        | 1985     | HK-240 y HK-559 |
| Dornier Do J                        | 3     | 1925        | 1932     | |
| Douglas DC-2                        | 2     | 1945        | 1947     | C-103 y C-106 |
| Douglas DC-3/C-47                   | 42    | 1942        | 1974     | C-142 (re-reg. HK-142), C-105, C-104, C-100, C-111 (re-reg. HK-111), C-110, C-102 (re-reg. HK-102), HK-167, HK-126, HK-1315, C-120 (re-reg. HK-120), C-127 (re-reg. HK-127 y N7123C), HK-155, C-124 (re-reg. HK-124), HK-324, C-121 (re-reg. HK-121), HK-1202, HK-329, C-125 (re-reg. HK-125), C-122 (re-reg. HK-122), HK-1201, HK-508, C-149 (re-reg. HK-149), HK-326, C-101 (re-reg. HK-101), -150 C-153 (re-reg. HK-153), C-109 (re-reg. HK-109), C-116 (re-reg. HK-116), HK-159, C-123 (re-reg. HK-123), HK-318, C-118 (re-reg. HK-118), C-154 (re-reg. HK-154), C-119, C-140 (re-reg. HK-140), C-143 (re-reg. HK-143), HK-1340, HK-1341, C-168 (re-reg. C-203), HK-327 y C-160 (re-reg. HK-160)C-143HK-318C-109C-109C-153C-153C-153C-153C-153C-153C-153, |
| Douglas DC-4/C-54                   | 27    | 1946        | 1975     | C-114, C-115 (re-reg. HK-115), HK-134, C-172 (re-reg. HK-172), HK-178, HK-731, HK-131, HK-180, HK-1309, C-136 (re-reg. HK-136), C-135 (re-reg. HK-135), -142 C-113 (re-reg. C-130 y HK-130), HK-730, HK-186, C-112 (re-reg. HK-112), HK-654, HK-1027, HK-171, HK-173, HK-174, HK-332, HK-170, HK-1028, HK-729, HK-7288 y HK-334 |
| Fokker 50                           | 10    | 1993        | 2015     | PH-XLW (re-reg. HK-4487), PH-AVG (re-reg. HK-4496X), PH-AVH (re-reg. HK-4581), PH-AVJ (re-reg. HK-4469), PH-MXJ (re-reg. HK-4497-X), PH-AVN (re-reg. HK-4580), PH-AVO (re-reg. HK-4470), PH-MXS (re-reg. HK-4501), PH-MXT (re-reg. HK-4468) y PH-MXZ (re-reg. HK-4467) |
| Fokker 100                          | 15    | 2006        | 2013     | HK-4488, HK-4489, PR-OAH, HK-4486-X, HK-4579, HK-4445X, HK-4419X, HK-4444X, HK-4451, HK-4430X, HK-4437X, HK-4443X, HK-4420, HK-4431X y HK-4438X |
| Ford Trimotor                       | 4     | 1934        | 1946     | C-31, C-202, NC439H y NC434H |
| Hawker Siddeley 748                 | 3     | 1968        | 1975     | HK-1698X, HK-1408 y HK-1409 |
| Junkers F 13                        | 31    | 1919        | 1939     | |
| Junkers W 33                        | 1     | 1928        | 1932     | |
| Lockheed L-749 Constellation        | 6     | 1951        | 1969     | HK-650, HK-651, HK-652, HK-653, HK-162 y HK-163 |
| Lockheed L-1049 Super Constellation | 4     | 1951        | 1969     | HK-175X, HK-176X, HK-177 y HK-184 |
| McDonnell Douglas MD-11             | 1     | 1998        | 1999     | N278WA |
| McDonnell Douglas MD-83             | 18    | 1991        | 2011     | N632CT, EI-CBR, EI-CBS (re-reg. HK-4590X), EI-CBY (re-reg. HK-4591X), EI-CBZ (re-reg. HK-4588X), EI-CCC, EI-CCE (re-reg. HK-4587), EI-CDY (re-reg. HK-4590X), N836RA, HK-4167X (re-reg. N593AN), EI-CFZ, EI-CEP (re-reg. HK-4592X), EI-CEQ (re-reg. HK-4589X), EI-CER, HK-4184X (re-reg. N583AN), HK-4137X (re-reg. N190AN), N160BS y N161BS |
| Sikorsky S-38                       | 2     | 1929        | 1936     | C-52 y C-46 |

## Destinos

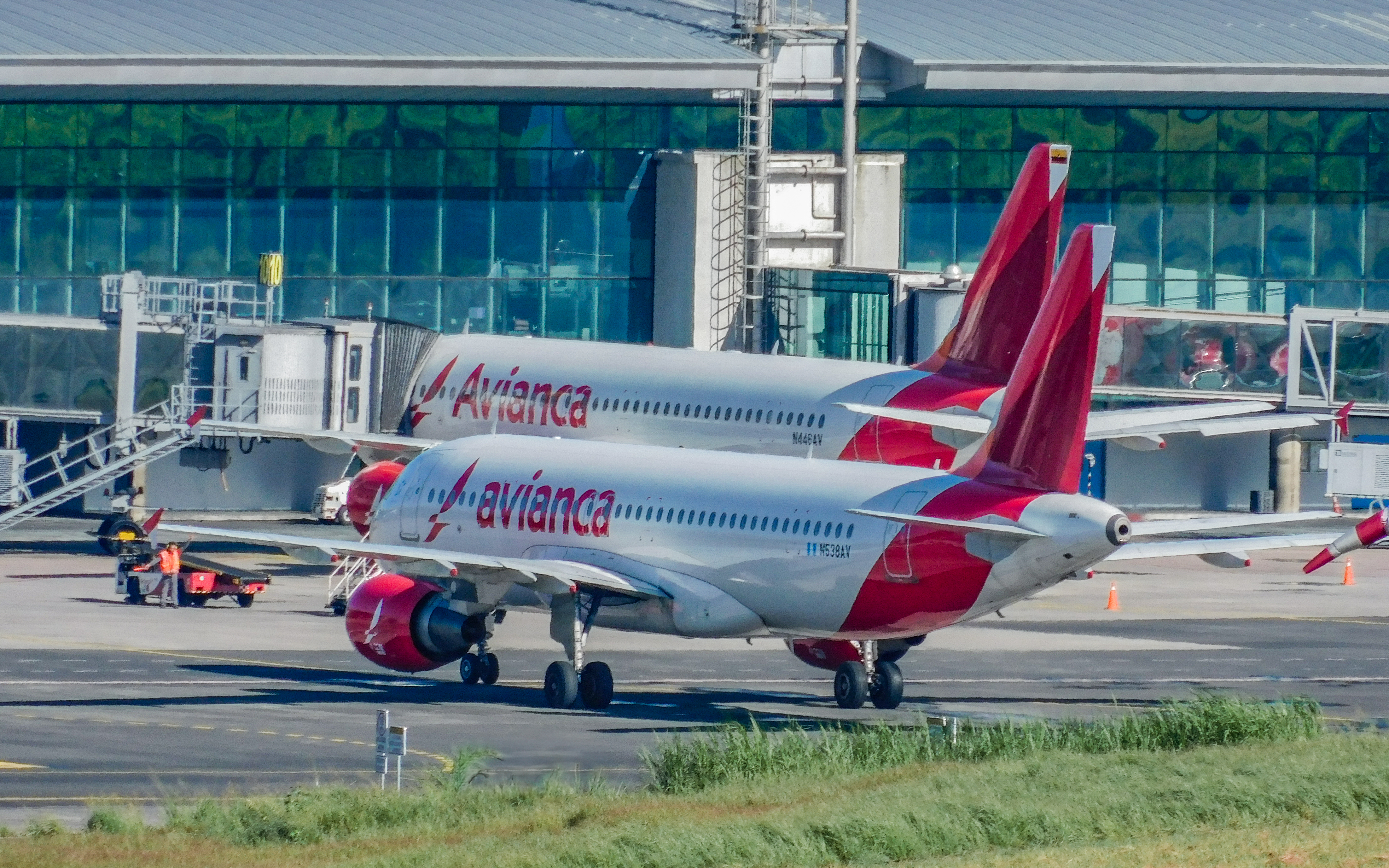
Dos Airbus A320-214 en el Aeropuerto Internacional La Aurora.

Avianca  y sus aerolíneas filiales opera a 75 destinos en 25 países. 
A partir de octubre de 2023, la aerolínea operaba seis vuelos con una oferta de más de 1000 sillas a la semana en la ruta de Bogotá a Tegucigalpa, (Palmerola) - Bogotá y ocho vuelos en la operación Bogotá - Cusco - Bogotá con un total 1400 sillas semanales.
Desde el 1 de febrero de 2024, avianca reinició la operación de su ruta Bogotá - Caracas. La cual estuvo volando durante 60 años ininterrumpidamente. 
La ruta regresa con cuatro frecuencias semanales (martes, jueves, sábado y domingo).
El 9 de febrero de 2024, Aerocivil aprobó la operación de la ruta Bogotá - París. 
La aerolínea empezó operaciones desde Bogotá a París desde el 3 de julio de 2024, con cinco frecuencias a la semana en aeronaves Boeing 787Dreamliner.

## LifeMiles
El programa de viajero frecuente de Avianca y sus filiales es LifeMiles, unos de los más grandes de América Latina con 12,6 millones de miembros y 500 marcas aliadas. Este programa está diseñado para recompensar la lealtad de los clientes de los sectores de aerolíneas, viajes y comercio minorista. Los socios LifeMiles pueden acumular millas cada vez que vuelen con Avianca, aerolíneas miembro de Star Alliance, así como con GOL Airlines, Aeroméxico e Iberia.
LifeMiles cuenta con cuatro niveles élite:
- Red Plus (Star Alliance Silver)
- Silver (Star Alliance Silver)
- Gold (Star Alliance Gold)
- Diamond (Star Alliance Gold)

## Avianca Cargo
Actualmente, la unidad de carga de Avianca, Avianca Cargo, es un operador líder en la  región y es el principal operador en diferentes mercados de América con alrededor de 200 vuelos de carga semanales y más de 1.300 vuela de pasajeros por semana.
Avianca Cargo presta servicio a más de 70 destinos  con una de las redes de rutas más grandes de América y utiliza el A330F como flota de carga, siendo esta la más sostenible de la región.
Además, es la primera  aerolínea en las Américas en obtener certificaciones IATA CEIV en cuatro categorías diferentes: Pharma, Fresh, Live y Lithium Batteries; en 2022 fue reconocida como líder global en logística de carga aérea para el manejo de productos perecederos por STAT Times y en 2023 fue reconocida como la mejor aerolínea de carga en las Américas por Air Cargo News.

## Acuerdos de código compartido
Avianca mantiene acuerdos de código compartido con aerolíneas de América, Europa y Asia (para 2020):
1. Azul Linhas Aéreas
2. Air Canada[51]
3. Copa Airlines
4. Clic
5. Gol Transportes Aéreos
6. Iberia[52]
7. Lufthansa[53]
8. United Airlines[54]
9. EVA Air
10. Singapore Airlines[55]
11. All Nippon Airways
12. Air China
13. Air India
14. Etihad Airways[56]
15. Air New Zealand[57]
16. Turkish Airlines[58]
17. Silver Airways[58]
18. TAP Air Portugal
19. ITA Airways[59]

Además de estas aerolíneas, Avianca al pertenecer a Star Alliance mantiene un código de acuerdo de código compartido con las aerolíneas miembro del grupo.

## Accidentes e incidentes
A lo largo de su historia, Avianca ha tenido los siguientes accidentes aéreos:
- El 15 de febrero de 1947, un DC-4 con matrícula C-114 se estrelló contra el cerro El Tablazo en la sabana de Bogotá. Murieron los 53 ocupantes. El accidente se produjo por fallas humanas, ya que los pilotos del avión eran de nacionalidad estadounidense y tenían poco conocimiento de la geografía colombiana. Fue en aquel momento el peor accidente aéreo del mundo.[60]

- El 21 de enero de 1960, el Vuelo 671 de Avianca, un Lockheed L-1049 Super Constellation con matrícula HK-177 se estrelló al aterrizar en Montego Bay, Jamaica, hasta la actualidad sigue siendo el peor accidente aéreo de la historia de Jamaica

- El 17 de octubre de 1965, a las diez y quince de la mañana, el avión DC3 de matrícula HK118 que procedía de la ciudad de Bogotá con 16 personas a bordo colisionó en el aire con una avioneta Piper HK-922, que había despegado del antiguo aeropuerto Gómez Niño, situado en donde hoy queda la Ciudadela Real de Minas en la ciudad de Bucaramanga.[61]

- El 15 de enero de 1966, poco después de despegar del Aeropuerto Rafael Núñez en Cartagena, el vuelo 4 se estrelló contra el mar por causas no esclarecidas. Murieron 58 personas.[62]

- El 5 de julio de 1973, el HK-1408 Hawker Siddeley HS-748 se salió de la pista del antiguo aeropuerto de Bucaramanga Gómez Niño, tras el aterrizaje, el avión se incrustó dentro de una casa que quedaba en la calle 63 con carrera 15B y quedó muy cerca del abismo del caño Las Cocheras. Fallecieron dos personas.[63]

- El 27 de noviembre de 1983, el vuelo 11 que cubría la ruta Frankfurt-París-Madrid-Caracas-Bogotá se estrelló en Mejorada del Campo durante su aproximación al Aeropuerto de Madrid-Barajas, en Madrid. El avión, un Boeing 747-283B con matrícula HK-2910, llevaba 190 personas a bordo de las que fallecieron 181. La causa del accidente fue un fallo del piloto durante la aproximación final al aeropuerto. Ha sido el peor accidente sufrido por Avianca.[64]

- El 17 de marzo de 1988, el vuelo 410 (un Boeing 727 de matrícula HK-1716) que acababa de despegar del aeropuerto Camilo Daza de Cúcuta, se estrelló contra el cerro Espardillo. Murieron los 143 personas. La investigación determinó que varias causas provocaron el accidente, pero la principal razón fue la distracción del piloto.[65]

- El 27 de noviembre de 1989, el vuelo 203 se precipitó a tierra en Soacha. Una bomba estalló en el Boeing 727 con matrícula HK-1803 que cubría la ruta Bogotá-Cali después de despegar, lo que hizo que el avión explotara y cayera. Murieron sus 107 ocupantes además de 3 personas en tierra. Se responsabilizó del atentado al narcotraficante terrorista Pablo Escobar.[66] Tras 20 años de investigaciones, en noviembre de 2009, el accidente es declarado "delito de lesa humanidad" por la justicia de Colombia con el propósito de mantener activo el caso.[67]

- El 25 de enero de 1990, el vuelo 52 que cubría la ruta Medellín-Nueva York se estrelló en Long Island. La aeronave, un Boeing 707 con matrícula HK-2016, se precipitó por falta de combustible. Fallecieron 73 de las 158 personas a bordo.[68]

- El 12 de abril de 1999, el vuelo 9463, que cubría la ruta Bucaramanga-Bogotá, fue secuestrado. El avión, un Fokker 50, fue desviado hacia Simití, Bolívar, donde tuvo que aterrizar. Las 46 personas a bordo fueron secuestradas por el ELN y varias de ellas duraron más de un año en cautiverio.[69]

- El 31 de octubre de 2024, el vuelo 46 de Avianca que cubría la ruta Bogotá-Madrid, un Boeing 787 aterrizó de emergencia en el aeropuerto de Ponta Delgada, en las Islas Azores, (Portugal) por una pérdida de presión en la cabina. Se salvan todos sus ocupantes. [70]

- El 27 de noviembre de 2024, el vuelo 9418 de Avianca que iba a volar de Pereira a Bogotá, un Airbus A320, quedó inmovilizado en la pista del aeropuerto Matecaña por una aparente falla en una de las turbinas, que hizo que entrara humo a la cabina de pasajeros. No hubo heridos ni lesionados gracias a la rápida evacuación de la aeronave. [71]

## Premios
En su historia reciente la compañía ha ganado diferentes premios, entre los que se encuentran:
- En 2023, Avianca fue reconocida como la aerolínea global más puntual, de acuerdo con la firma de aviación Cirium.
- En 2022 fue nombrada como la sexta aerolínea más puntual del mundo, según la firma Cirium.
- En 2019 un premio fue entregado por Skytrax World Airline Awards 2019 a segunda mejor aerolínea del mundo.[cita requerida]
- En 2018, Avianca recibió el premio de "La Mejor Aereolínea Sudamericana" entregado por Skytrax World Airline Awards 2018.
- El 20 de junio de 2017 Avianca fue elegida como la “Mejor Aerolínea” y la “Mejor Aerolínea Regional” de Suramérica por los premios Skytrax: World Airline Awards 2017, por séptima ocasión.
- En 2014 Avianca recibió el reconocimiento en los premios Skytrax Awards 2014 como “Mejor Aerolínea” y “Mejor equipo de servicio” en Centroamérica y el Caribe. Adicionalmente, resultó ganadora de los premios Colombia en línea en la categoría de "Mejor iniciativa de Comercio Electrónico en Colombia", del eCommerce Award Colombia 2014, por ser "Líder de eCommerce en la industria turística de Colombia" y del eCommerce Award Latinoamérica, por ser el “Líder en Comercio Electrónico en la categoría de Turismo en Latinoamérica
- El 5 de diciembre de 2013 Avianca fue reconocida por la revista estadounidense Premier Traveler como Mejor Aerolínea de Sudamérica.
- El 3 de diciembre de 2013, fue premiada como la aerolínea líder del comercio electrónico en turismo en Colombia por E-commerce awards.
- El 29 de noviembre de 2013 Avianca fue elegida como Mejor labor y atención al cliente 2013 por parte de los premios iberoamericanos Social Media.
- El 21 de junio de 2013 Avianca fue elegida como la Aerolínea suramericana con el mejor servicio a bordo por parte de la empresa auditora Skytrax.
- En 2011, Avianca Holdings recibió el máximo reconocimiento en Finanzas en ¨The Airline Strategy Award¨, por parte de la revista especializada Airline Business.
- En diciembre de 2010 fue elegida como La mejor aerolínea de Centro y Suramérica por parte de Global Traveler.
- El 19 de mayo de 2008, Avianca obtuvo el segundo lugar como una de las aerolíneas con mejor servicio de Suramérica en los Best Cabin Staff Awards (2007).
- El 10 de mayo de 2006, la sala vip del Aeropuerto Internacional El Dorado de Avianca ganó el premio a La Sala VIP del Año 2006 en la Región de América Latina y el Caribe entre 70 salas de atención preferencial en 18 países, gracias a la votación de los afiliados a Priority Pass, el programa más amplio de entrada a salas vip de aeropuertos en el mundo.[cita requerida]